# Autoroute macédonienne M5
Pour les articles homonymes, voir M5.
L'autoroute M5 (en macédonien M5 Автопат) est une route de la Macédoine du Nord, qui doit devenir une autoroute dans un avenir proche. Elle relie Ohrid, située à l'extrême sud-ouest du pays, près de la frontière albanaise, à Deltchevo, située à l'est et sur la frontière bulgare. La M5 dessert de nombreuses villes macédoniennes, comme Ohrid, Resen, Bitola, Prilep, Vélès, Chtip et Kotchani.
Les premiers travaux d'aménagement de l'autoroute ont été planifiés début 2012. Le premier tronçon à être construit est la moitié orientale de l'ensemble, entre Vélès, déjà traversée par la A1, et la frontière bulgare. Cette première partie d'autoroute fera 98,451 km et passera par Deltchevo, Vinitsa, Tchéchinovo, Obléchévo, Kotchani, Sveti Nikolé et Lozovo.